# 2000EP
2000EP je zadnji studijski album riječke grupe Ugly Leaders. Sve pjesme su snimljene u studiju Draga Sušak-Rijeka, tonac: Sergio Salečić osim: Intro (snimljeno 1994. u Domu Sportova) i On Da Mic (snimljeno Studio Vakamare Ičići). Video spotovi su izašli za pjesme On Da Mic, Ruke u Zrak! i Tko je u Kući?. Na intru albuma se pojavljuju Chuck D iz Public Enemy i B-Wyze iz Five-O. Nakon albuma grupa je prestala biti aktivna.
| R. b. | Naslov                     | Gostovanja       | Producenti                   | Trajanje |
| ----- | -------------------------- | ---------------- | ---------------------------- | -------- |
| 1.    | "Intro"                    | Chuck D & B-Wyze |                              | 0:24     |
| 2.    | "Dobro došli u Millennium" |                  | DJ Pimp                      | 3:38     |
| 3.    | "Ruke u zrak!"             |                  | DJ Pimp                      | 3:05     |
| 4.    | "Tko je u kući?"           |                  | DJ Pimp                      | 3:44     |
| 5.    | "Bez prestanka prat"       |                  | DJ Pimp                      | 3:52     |
| 6.    | "Klopka (skit)"            |                  | DJ Pimp                      | 0:18     |
| 7.    | "Ne možeš se skriti"       |                  | S. Salečić                   | 3:32     |
| 8.    | "Keep On"                  |                  | DJ Pimp & Gigi               | 2:33     |
| 9.    | "On Da Mic"                | Rob-G            | DJ Pimp, MC Condom X & Rob-G | 4:15     |
| 10.   | "Tko je u kući? (RMX)"     |                  | DJ Pimp                      | 11:55    |